# Vulgano
Il Vulgano (o Bulgano) è un torrente situato nella provincia di Foggia, della lunghezza di circa 50 km. Esso sgorga dai versanti nord-occidentali del monte Cornacchia e del monte Saraceno (le due vette più alte della Puglia, tra Biccari e Roseto Valfortore), discende quindi dai monti Dauni per attraversare il Tavoliere scorrendo poco a sud di Lucera, per sfociare infine nel torrente Salsola (un affluente del Candelaro) tra Foggia e San Severo.
Lungo il suo corso, in profondità, sono presenti giacimenti di idrocarburi.